# Јужни крст
Јужни крст (лат. Crux) је најмање од 88 модерних сазвежђа, а карактеристични облик образују четири најсјајније звезде (некад приказано и пет). Са три стране је окружено сазвежђем Кентаур и јужно сазвежђем Мува. Видљиво је само са јужне хемисфере. Морнари су у стара времена користили Јужни крст за навигацију, јер се помоћу њега може одредити југ.

## Историја
Сјајне звезде у Јужном крсту су биле познате старим Грцима, где их је Птоломеј сматрао делом сазвежђа Кентаура. Биле су потпуно видљиве све до Британије у четвртом миленијуму пре нове ере. Међутим, прецесија равнодневица је постепено спуштала ове звезде испод европског хоризонта, те су на крају заборављене од стране становника северних географских ширина. До 400. године нове ере, звезде у сазвежђу које се сада зове Јужни крст никада се нису дизале изнад хоризонта у већем делу Европе. Данте је можда знао за сазвежђе у 14. веку, јер описује астеризам од четири сјајне звезде на јужном небу у својој Божанственој комедији. Његов опис, међутим, може бити алегоријски, а сличност са сазвежђем случајност.
Венецијански морепловац из 15. века Алвисе Кадамосто је забележио оно што је вероватно био Јужни крст на изласку из реке Гамбија 1455. године, назвавши га carro dell'ostro („јужна кочија“). Међутим, Кадамостов пратећи дијаграм је био нетачан. Историчари углавном приписују заслуге Жоау Фарасу да је био први Европљанин који је то исправно приказао. Фарас је скицирао и описао сазвежђе (назвавши га „As Guardas“) у писму написаном на плажама Бразила 1. маја 1500. португалском монарху.
Сматра се да је истраживач Америго Веспучи посматрао не само Јужни крст већ и суседну маглину Врећа угља на свом другом путовању 1501–1502.
Још један рани модерни опис који јасно описује Јужни крст као засебно сазвежђе приписује се Андреи Корсалију, италијанском морепловцу који је од 1515. до 1517. пловио у Кину и Источну Индију у експедицији коју је спонзирао краљ Мануел I. Корсали је 1516. написао писмо монарху описујући своја запажања јужног неба, које је укључивало прилично грубу мапу звезда око јужног небеског пола укључујући Јужни крст и два Магеланова облака виђена у спољашњој оријентацији, као на глобусу.
Емери Молинеук и Петар Планције су такође наведени као први уранографи (мапери неба) који су Јужни крст разликовали као засебно сазвежђе; њихови прикази датирају из 1592. године, први га приказује на свом небеском глобусу, а други на једној од малих небеских карата на његовој великој зидној карти. Оба аутора су, међутим, зависила од непоузданих извора и поставила Јужни крст у погрешну позицију. Јужни крст је први пут приказан у свом исправном положају на небеским глобусима Петара Планција и Јодока Хондијуса 1598. и 1600. Његове звезде је први пут каталогизовао Фредерик де Хаутман, одвојено од Кентаура, 1603. године. Сазвежђе су касније усвојили Јакоб Барч 1624. и Августин Ројер 1679. Ројер се понекад погрешно наводи да је првобитно разликовао Јужни крст.

## Карактеристике
Јужни крст се граничи са сазвежђем Кентаур (које га окружује са три стране) на истоку, северу и западу и Мува на југу. Покрива 68 квадратних степени и 0,165% ноћног неба, најмање је од 88 сазвежђа. Скраћеница од три слова за сазвежђе, коју је усвојила Међународна астрономска унија 1922. године, је „Cru“. Званичне границе сазвежђа, које је поставио белгијски астроном Ежен Делпорт 1930. године, дефинисане су полигоном од четири сегмента. У екваторијалном координатном систему, координате ректасцензије ових граница се налазе између 11h 56.13m  и 12h 57.45m , док су координате деклинације између −55,68° и −64,70°. Његова целокупност чини бар део године јужно од 25. северне паралеле.

## Видљивост
Јужни крст је лако видљив са јужне хемисфере у практично било које доба године. Такође је видљив у близини хоризонта са тропских географских ширина северне хемисфере неколико сати сваке ноћи током северне зиме и пролећа. На пример, видљив је из Канкуна или било ког другог места на географској ширини 25 °CГШ или мање око 22 часа увече крајем априла. Постоји 5 главних звезда. Због прецесије, Јужни крос ће се у наредним миленијумима померити ближе Јужном полу, до 67 степени јужне деклинације за средину сазвежђа. Међутим, до 14.000 године Јужни крос ће бити видљив у већини делова Европе и континенталних Сједињених Држава, што ће се проширити на северну Европу до 18.000 године, јер ће бити на мање од 30 степени јужне деклинације.

### Употреба у навигацији
На јужној хемисфери, Јужни крст се често користи за навигацију на исти начин на који се Поларис користи на северној хемисфери. Пројектовањем линије од γ до α Крста (подножје распећа) приближно 4 1⁄2 пута даље даје тачку близу јужног небеског пола који је такође, случајно, где се сече окомита линија узета јужно од оса исток-запад од Алфа Кентаура до Бета Кентаура, које су звезде на сличној деклинацији у односу на Крст и сличне ширине као крст, али веће магнитуде. Документовано је да аргентински гаучи користе Јужни крст за ноћну оријентацију у Пампасима и Патагонији.

## Јужни крст на заставама
Сазвежђе јужног крста се појављује на многим заставама и грбовима земаља јужне хемисфере као што су:
- -  Застава Аустралије
- -  Застава Божићног острва
- -  Застава Кокосових острва
- -  Застава Самое
- -  Застава Папуе Нове Гвинеје
- -  Застава Нијуеа
- -  Застава Новог Зеланда
- -  Застава Токелауа